# باشگاه گلف رویال بیرکدیل
باشگاه گلف سلطنتی بیرکدیل واقع در زمینی در بریتانیا در شمال غرب انگلستان واقع در سوتپرت های Merseyside می‌باشد.
این مجموعه یکی از باشگاه‌های در چرخش برای هر دو قهرمانی باز و زنان، باز است. این ورزشگاه از سال ۱۹۵۴ تا ۲۰۰۸، ۹ بار میزبانی مسابقات باز را بر عهده داشته است.
برندگان در این دوره عبارتند از Pádraig Harrington با علامت o'meara های ایان بیکر-سهره‌های تام واتسون با جانی میلر های لی Trevino های آرنولد پالمر و پیتر تامسون (دو بار).
باشگاه سلطنتی بیرکدیل در سال ۲۰۱۴ برای ششمین بار میزبان مسابقات زنان بوده است و در سال۲۰۱۳ میزبان مسابقات باز ارشد بوده است.
بیرکدیل میزبان مسابقاتی همچون جام رایدر (۱۹۶۵، ۱۹۶۹)، جام واکر (۱۹۵۱) و جام کورتیس (۱۹۴۸) بوده است

## قهرمانی باز
قهرمانی باز اولین بار در سال ۱۹۵۴ به میزبانی رویال بیرکدیل برگزار گردید که این اتفاق تا ۹ بار ادامه پیدا نمود که آخرین میزبانی در سال ۲۰۱۷ برنامه‌ریزی شده است.
| سال  | برنده                  | Par | امتیاز | امتیاز | امتیاز | امتیاز | امتیاز    | Winner's share (£) |
| سال  | برنده                  | Par | R1     | R2     | R3     | R4     | Total     | Winner's share (£) |
| ---- | ---------------------- | --- | ------ | ------ | ------ | ------ | --------- | ------------------ |
| ۱۹۵۴ | Peter Thomson 1st      | 73  | ۷۲     | ۷۱     | ۶۹     | ۷۱     | ۲۸۳ (−۹)  | 750                |
| ۱۹۶۱ | Arnold Palmer 1st      | 72  | ۷۰     | ۷۳     | ۶۹     | ۷۲     | ۲۸۴ (−۴)  | 1,400              |
| ۱۹۶۵ | Peter Thomson 5th      | 73  | ۷۴     | ۶۸     | ۷۲     | ۷۱     | ۲۸۵ (−۷)  | 1,750              |
| ۱۹۷۱ | Lee Trevino 1st        | 73  | ۶۹     | ۷۰     | ۶۹     | ۷۰     | ۲۷۸ (−۱۴) | 5,500              |
| ۱۹۷۶ | Johnny Miller          | 72  | ۷۲     | ۶۸     | ۷۳     | ۶۶     | ۲۷۹ (−۹)  | 7,500              |
| ۱۹۸۳ | Tom Watson 5th         | 71  | ۶۷     | ۶۸     | ۷۰     | ۷۰     | ۲۷۵ (−۹)  | 40,000             |
| ۱۹۹۱ | Ian Baker-Finch        | 70  | ۷۱     | ۷۱     | ۶۴     | ۶۶     | ۲۷۲ (−۸)  | 90,000             |
| ۱۹۹۸ | Mark O'Meara           | 70  | ۷۲     | ۶۸     | ۷۲     | ۶۸     | 280 (E)PO | 300,000            |
| ۲۰۰۸ | Pádraig Harrington 2nd | 70  | ۷۴     | ۶۸     | ۷۲     | ۶۹     | ۲۸۳ (+۳)  | 750,000            |
| ۲۰۱۷ | 20–23 July             |     |        |        |        |        |           |                    |

- توجه: برای برندگان ترکیبی مسابقات باز، مقیاس بر اساس موارد فوق در نظر گرفته شده است.

## مسابقات باز بریتانیا برای بانوان
برندگان بانوان در مسابقات باز بریتانیا در رویال بیرکدیل
| سال  | برنده                   |
| ---- | ----------------------- |
| ۱۹۸۲ | مارتا فیگورس-Dotti (یک) |
| ۱۹۸۶ | لورا دیویس              |
| ۲۰۰۰ | سوفی Gustafson          |
| ۲۰۰۵ | Jeong Jang              |
| ۲۰۱۰ | یعنی Tseng1             |
| ۲۰۱۴ | Mo مارتین               |